# Чумаков, Василий Тимофеевич
Васи́лий Тимофе́евич Чумако́в (24 августа 1861, станица Нижнекундрюченская — 17 августа 1937, Прага) — казак Войска Донского, русский военачальник, генерал-майор, участник похода в Китай 1900–1901 годов, русско-японской войны 1904—1905 годов, первой мировой войны и гражданской войны в России. Участник Белого движения на юге России.

## Биография
Из дворян Войска Донского. Казак станицы Нижнекундрюченской. Сын подполковника, офицера ВВД Чумакова Тимофея Христофоровича.
Окончил Михайловско-Воронежскую военную гимназию (1879), 1-е Павловское военное училище (по 1-му разряду) (1881) и офицерскую артиллерийскую школу.
В службу вступил 01.08.1879. Выпущен в комплект Донской конно-артиллерийской батареи. Хорунжий (08.08.1881). Сотник (01.01.1885). Подъесаул (14.05.1886). Есаул (15.04.1899).
Участник китайской кампании 1900–1901 гг. Подполковник (24.03.1904).
Участник русско-японской войны 1904–1905 гг. Заведующий артиллерийской частью Особого Заамурского пограничного округа Отдельного корпуса пограничной стражи (Харбин) (со 2 апреля 1904). Полковник (02.06.1906). Командир 2-го дивизиона 8-й Сибирской стрелковой артиллерийской бригады (04.02.1908-07.12.1911). Командующий 8-й Сибирской стрелковой артиллерийской бригадой (с 7 декабря 1911).
Участник Первой мировой войны. Генерал-майор (04.12.1914). Командир 13-й Сибирской стрелковой артиллерийской бригады (25.07.1914-29.04.1917). Инспектор артиллерии 12-го армейского корпуса с 29 апреля 1917. Позже командующий тем же корпусом.
Участник Белого движения на юге России. В 1918 г. вступил в ряды Донской армии. В октябре 1918 — начале 1919 начальник Астраханской казачьей дивизии, командир Астраханского корпуса, командующий Юго-Восточным фронтом Донской армии.
В 1920 вышел в отставку, в августе–октябре 1920 года назначена пенсия, до начала ноября 1920 в Евпатории.
В эмиграции в Чехословакии. Похоронен 19 августа 1937 на православном Ольшанском кладбище Праги.
Имел трёх дочерей и сына в другой семье.

## Награды
- орден Св. Станислава 2-й степени с мечами (1904)
- орден Св. Анны 2-й степени (1905)
- орден Св. Владимира 3-й степени (1910)